# Mona Bone Jakon
A Mona Bone Jakon Cat Stevens énekes egyik nagylemeze, amelyet 1970 júliusában vettek fel az A&M lemezkiadónál.

## Az album dalai
1. Lady d'Arbanville – 3:45
2. Maybe You're Right – 3:25
3. Pop Star – 4:13
4. I Think I See the Light – 3:55
5. Trouble – 2:49
6. Mona Bone Jakon – 1:42
7. I Wish, I Wish – 3:50
8. Katmandu – 3:22
9. Time – 1:26
10. Fill My Eyes – 3:00
11. Lilywhite – 3:41

Valamennyi dalt Cat Stevens írta.

## Közreműködők
- Cat Stevens – ének, gitár, billentyűs hangszerek
- Alun Davies – gitár
- John Ryan – basszusgitár
- Harvey Burns – dob, ütőhangszerek
- Peter Gabriel – fuvola

## Listák
A Mona Bone Jakon a 164. helyet érte el a pop albumok között 1971-ben.